# Židovský hřbitov u Praskoles
Židovský hřbitov u Praskoles se nachází nedaleko od silnice mezi Praskolesy a Netolicemi. Založen v letech 1862–63. Náhrobky jsou klasicistního a moderního stylu; jejich počet na hřbitově je 94. Hřbitov je volně přístupný.

## Galerie

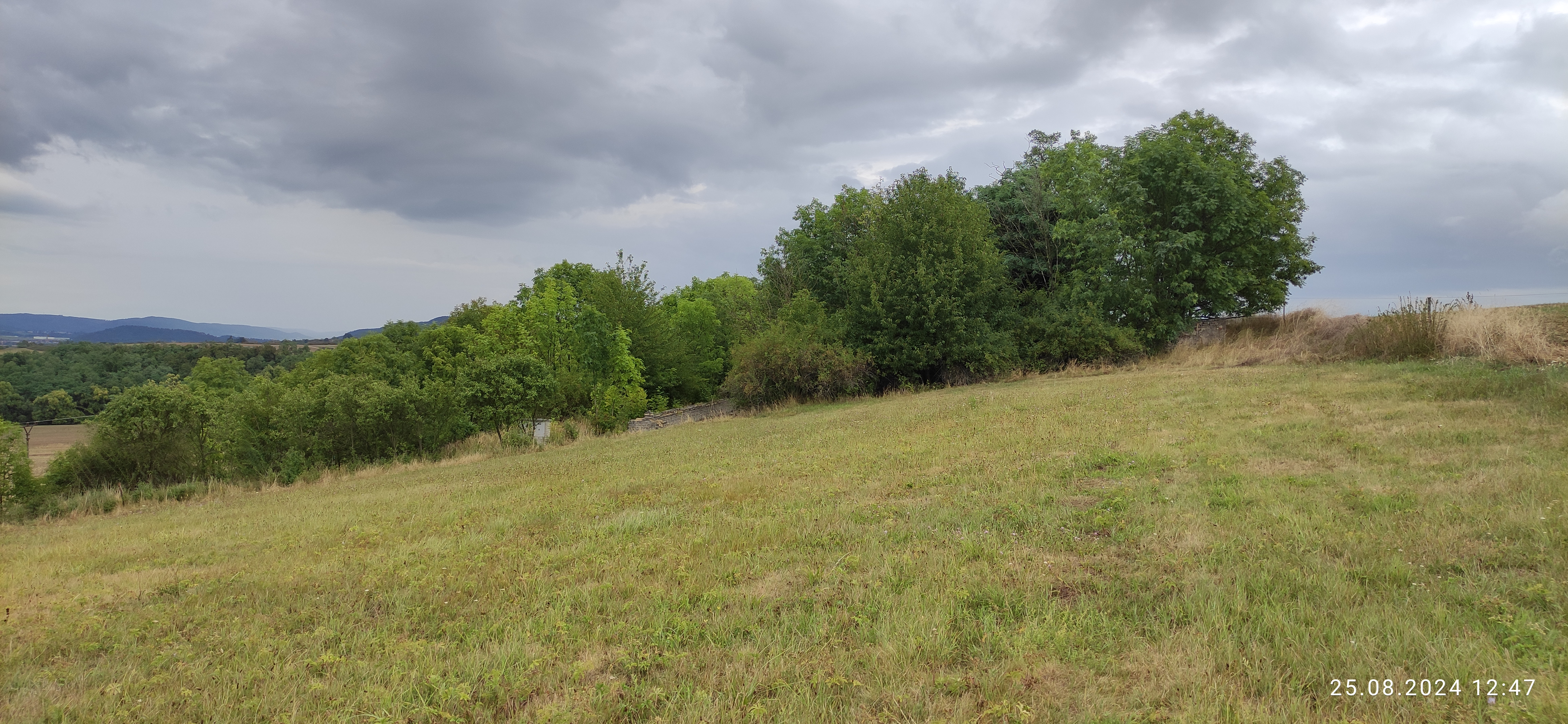
Z dálky
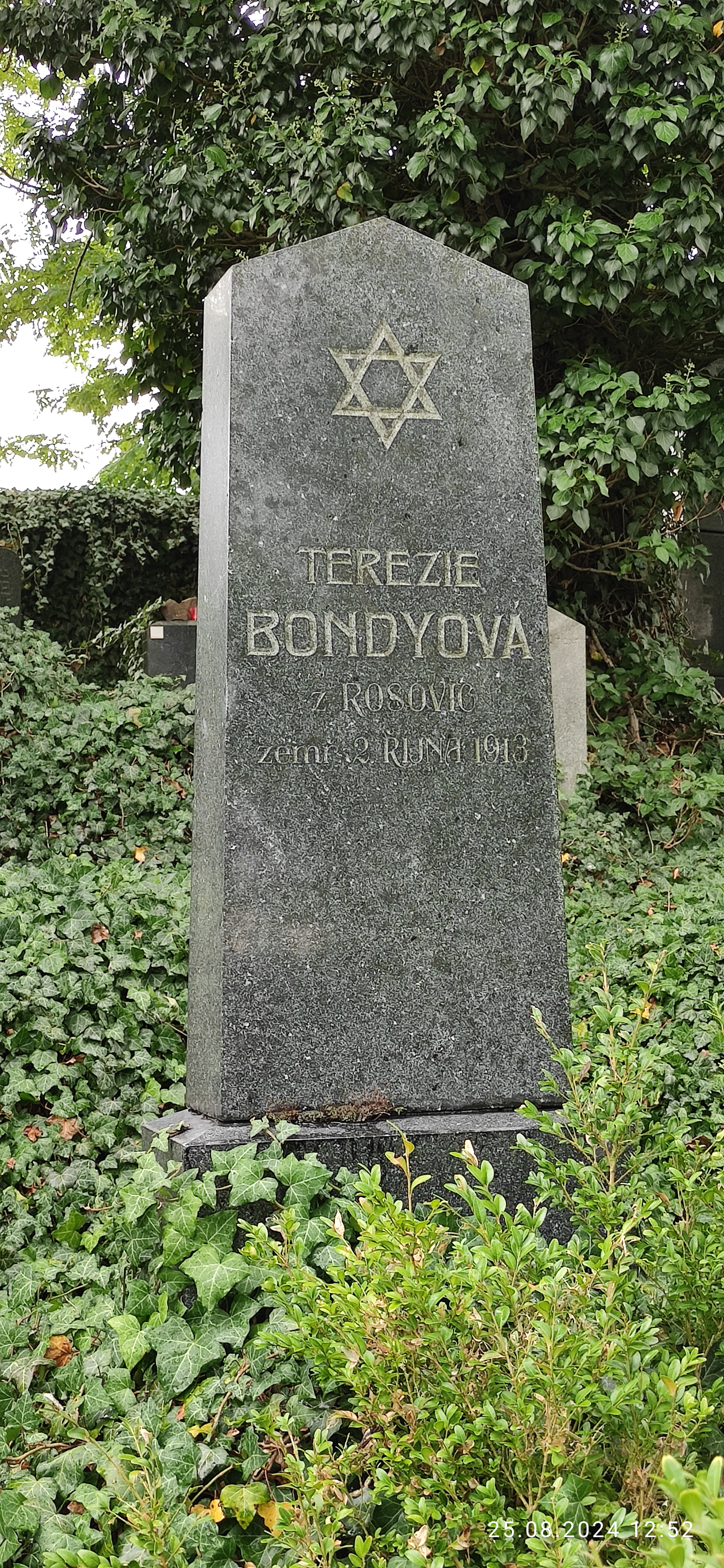
Terezie Bondyová
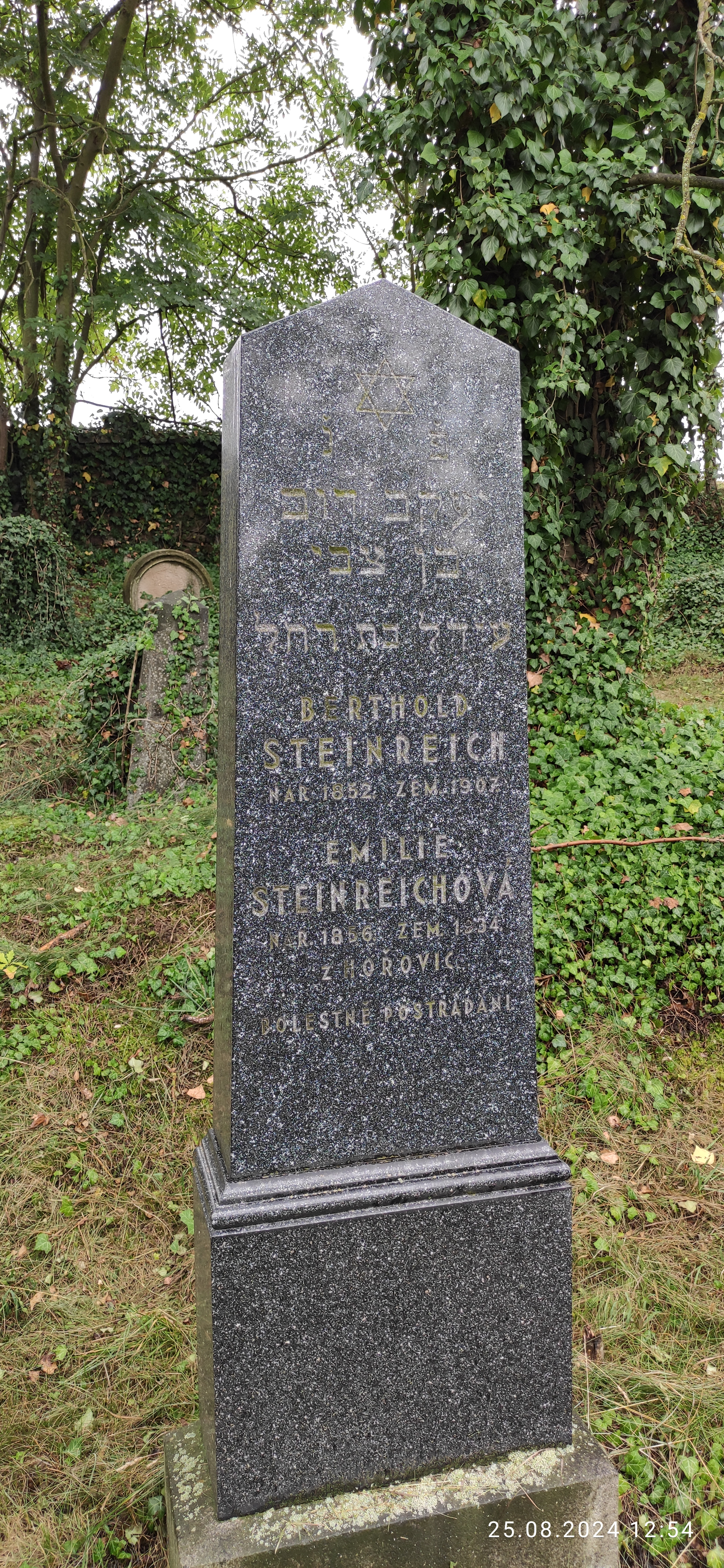
Berthold & Emilie Steinreich
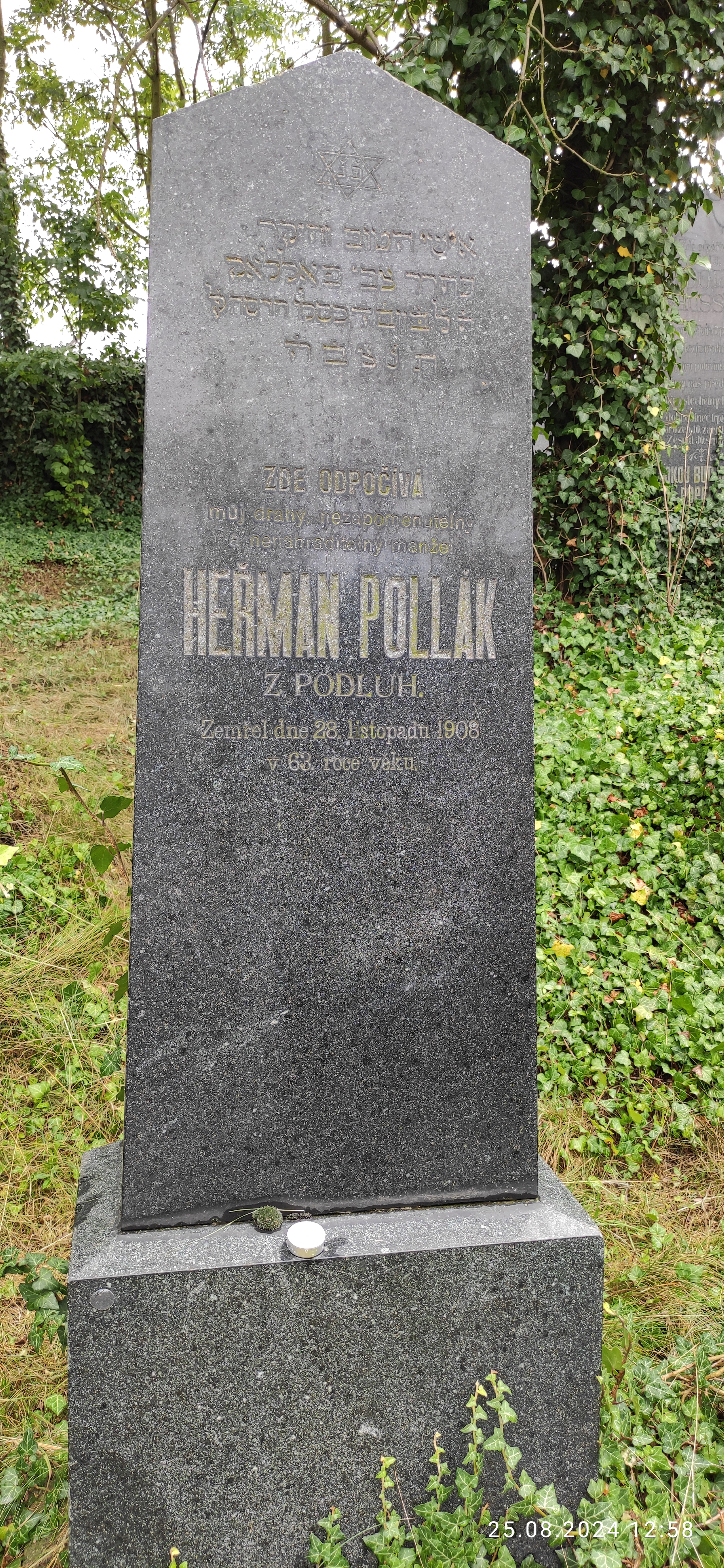
Heřman Pollak
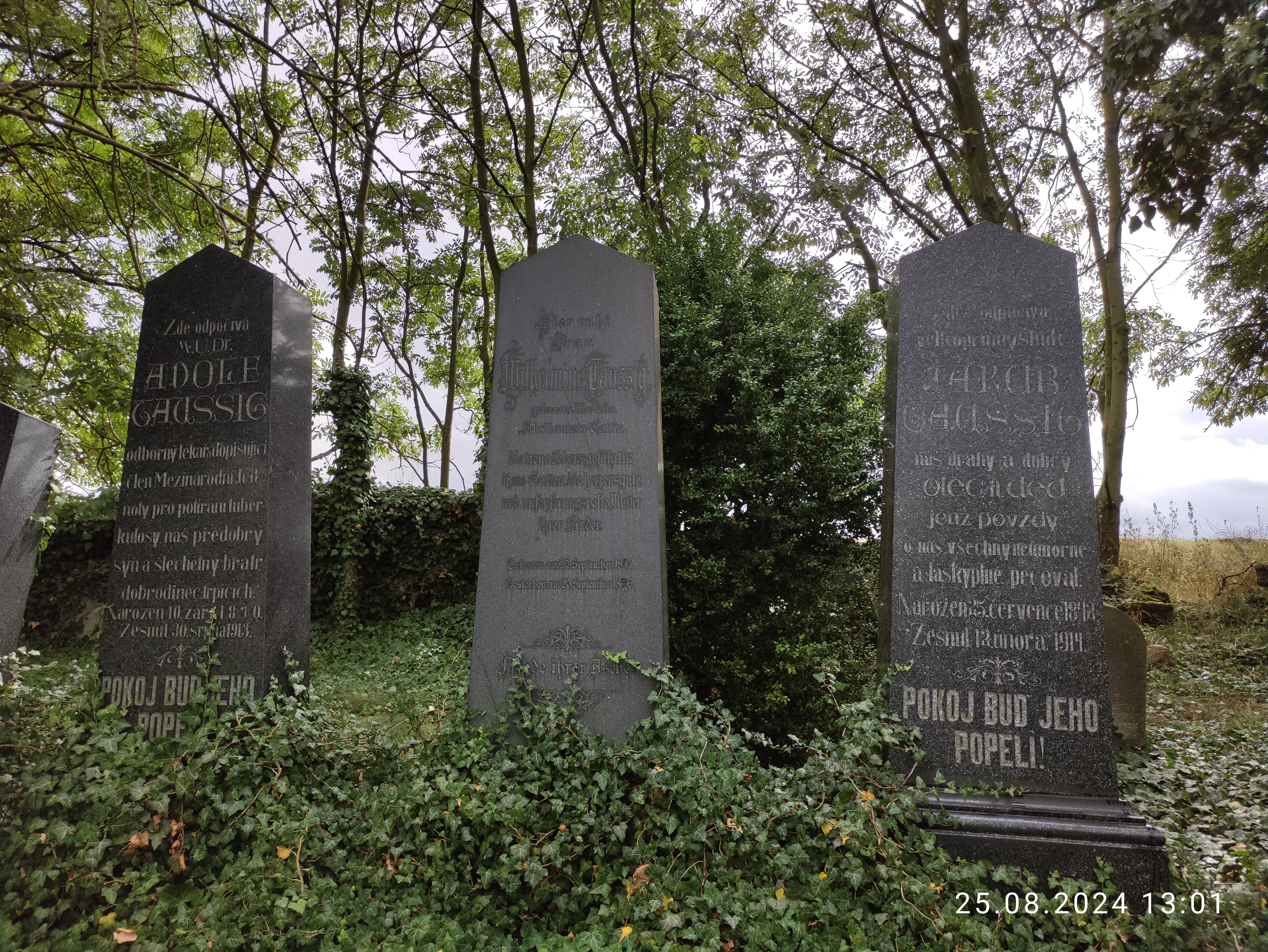
Taussig
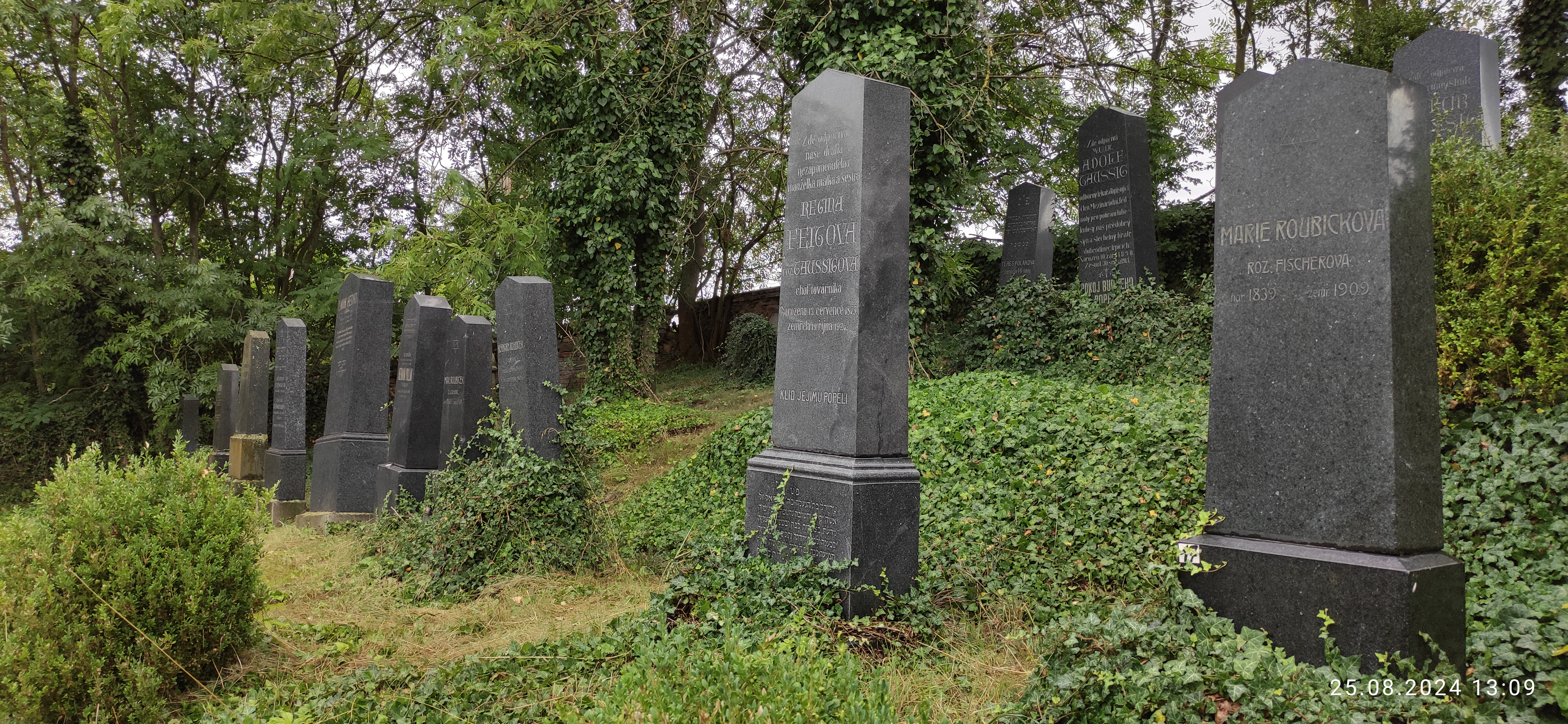
Roubíčková, Feiglová a další